# موری، نیو ساوت ولز
موری (به انگلیسی: Moree) یک شهرک در استرالیا است که در Moree Plains Shire واقع شده‌است.